# ماثيو الباريسي
ماثيو الباريسيّ (نحو 1200 - 1259) هو راهبٌ بندكتيٌّ، ومُؤرخٌ، ومُذهّبُ كُتُبٍ، وورسّامُ خرائط إنجليزيّ.